# Serial Peripheral Interface

Najprostsze zastosowanie SPI, tylko jedno urządzenie nadrzędne i jedno urządzenie podrzędne

SPI (ang. Serial Peripheral Interface) – szeregowy interfejs urządzeń peryferyjnych. Jeden z najczęściej używanych interfejsów komunikacyjnych pomiędzy systemami mikroprocesorowymi a układami peryferyjnymi takimi jak: przetworniki ADC/DAC, układy RTC, pamięci EEPROM, pamięci flash, karty MMC/SD itp.

## Transmisja danych
Komunikacja poprzez SPI odbywa się synchronicznie za pomocą 3 linii:
1. MOSI (ang. master output slave input) – dane dla układu peryferyjnego,
2. MISO (ang. master input slave output) – dane z układu peryferyjnego,
3. SCLK (ang. serial clock) – sygnał zegarowy (taktujący).

Do aktywacji wybranego układu peryferyjnego służy dodatkowo linia SS (ang. Slave Select – wybór układu podrzędnego) lub adresacja układów. W drugim przypadku, w przesyłanej wiadomości zawarty musi być adres urządzenia, które po jego rozpoznaniu przyjmuje pozostałe bajty. Adresowanie układów wykorzystywane jest szczególnie podczas pracy z rozbudowanymi systemami, których poszczególne części można programować niezależnie, także po zamontowaniu na płytce.
Interfejs SPI zbudowany jest na rejestrach przesuwnych, które składają się z przerzutników typu D. Synchronizacja każdego z nich odbywa się za pomocą sygnału zegarowego. Przerzutników jest 8, numerowanych liczbami od 0 do 7. Na wejście przerzutnika nr 0 wprowadzany jest stan logiczny, który uruchamia ramkę danych (ang. data frame).
Każdy przerzutnik przechowuje jeden bit danych. Interfejs SPI MASTER generuje sygnał zerowy za pomocą generatora. Połączone linie MOSI i MISO tworzą zamknięty pierścień, dzięki czemu transfer danych jest ciągły, ale nie stały. Co osiem cykli zegarowych generatora wysyłany jest 1 bajt danych. Wartość rejestru można zmieniać co 8 cykli zegara.
Przesyłanie ramki danych przez interfejs SPI nie jest domyślnie nastawione. Może zostać nastawione poprzez wybór, czy wysyłanie ramek rozpocznie się od najstarszego, czy od najmłodszego bitu. Przesuwanie danych w rejestrach można również ustawić dla zbocza opadającego lub narastającego sygnału SCK.

## Typy interfejsów SPI

### QSPI
Interfejs QSPI (Quad SPI) jest rozwinięciem interfejsu SPI. Przeznaczony jest do współpracy z szybkimi pamięciami z interfejsem szeregowym. QSPI może pracować w trzech trybach, różniących się użyciem linii danych. 

### Dual SPI
Interfejs Dual SPI ma podwójny interfejs wejścia/wyjścia. Linie danych MISO i MOSI działają w trybie half-duplex, wysyłając dwa bity na cykl zegara. 

### MicroWire
Microwire jest poprzednikiem SPI opracowanym przez National Semiconductor. Jest to prosty interfejs umożliwiający szeregową komunikację trójprzewodową.